# Stegodyphus mimosarum
Stegodyphus mimosarum is een spinnensoort uit de familie van de fluweelspinnen (Eresidae).
De wetenschappelijke naam van de soort werd in 1883 gepubliceerd door Pietro Pavesi.